# Salpingoteuthis
La salpingoteutide (gen. Salpingoteuthis) è un mollusco cefalopode estinto, appartenente alle belemniti. Visse tra il Giurassico inferiore e il Giurassico medio (Pliensbachiano - Aaleniano, circa 190 - 170 milioni di anni fa) e i suoi resti fossili sono stati ritrovati in Europa.

## Descrizione
Questo animale, come tutte le belemniti, possedeva una forma allungata ed era generalmente simile a un calamaro. Rispetto alla maggior parte delle altre belemniti, tuttavia, Salpingoteuthis possedeva un corpo particolarmente allungato e sottile; la struttura formata da proostraco, fragmocono e rostro era difatti allargata solo nella parte anteriore, a formare una struttura a forma di trombetta (da qui il nome «Salpingoteuthis», che deriva dalla parola greca σάλπιγξ, "tromba"). Come tutte le belemniti, anche Salpingoteuthis era fornito di numerose braccia, ciascuna delle quali armata di quaranta piccoli uncini.

## Tassonomia
Salpingoteuthis è il genere eponimo della famiglia Salpingoteuthidae, comprendente una serie di forme tipiche del Giurassico europeo. Salpingoteuthis, in particolare, è noto per numerosi fossili ritrovati in Francia, Germania, Inghilterra e Svizzera, attribuiti a numerose specie; oltre alla specie tipo Salpingoteuthis trisulcata, sono da ricordare S. bauhini, S. longisulcata, S. macra, S. tessoniana, S. dorsetiensis, S. blomenhofensis.